# دیدارهای فوتبال ایران و اردن
تیم ملی ایران و تیم ملی اردن تاکنون ۱۴ بار در مقابل یکدیگر قرار گرفته‌اند. حاصل این بازیها، ۱۴ پیروزی برای ایران، ۰پیروزی برای اردن و ۰ تساوی بوده‌است
در این بازیها جمعاً ۲۹ گل به ثمر رسیده‌است که سهم ایران ۲۹ گل و سهم اردن ۰ گل می‌باشد
بازیهای رسمی بین این دو تیم هرگز مساوی نشده‌است و سه بازی که با تساوی به پایان رسیده بازیهای دوستانه بوده‌است

## نخستین بازی
نخستین بازی بین این دو تیم در تاریخ دهم خرداد ۱۳۷۹ از سری مسابقات فوتبال غرب آسیا ۲۰۰۰ برگزار شد که با نتیجه ۱ بر ۰ به سود تیم ملی ایران تمام شد.

## بهترین برد
بهترین برد تیم ملی ایران در برابر تیم ملی اردن کسب نتیجه ۴ بر ۱ می‌باشد که در سال ۱۳۸۲ حاصل شده‌است
بهترین برد تیم ملی اردن نیز برابر تیم ملی ایران با نتیجه ۳ بر ۲ در سال ۱۳۸۲ اتفاق افتاده‌است

## فاصله بین بردها
بیشترین فاصله‌ای که بین دو برد تیم ملی اردن افتاده‌است ۵ بازی می‌باشد (۴ برد برای ایران و یک مساوی)
تیم ملی ایران تجربه کسب برد در سه بازی متوالی در برابر تیم ملی اردن را دارد
بیشترین فاصله‌ای که بین دو برد تیم ملی ایران افتاده‌است سه بازی می‌باشد (یک برد برای اردن و دو مساوی)

## بررسی کلی بازیها
| بردهای ایران | ۷ بازی  |            | گل‌های ایران | ۱۸ گل                            |         | بازی‌های برگزار شده در ایران | ۴ بازی |
| مساوی        | ۳ بازی  | گل‌های اردن | ۱۱ گل       | بازی‌های برگزار شده در کشور بی‌طرف | ۲ بازی  |                             |        |
| بردهای اردن  | ۴ بازی  |            |             | بازی‌های برگزار شده در اردن       | ۸ بازی  |                             |        |
| مجموع بازی‌ها | ۱۴ بازی | مجموع گل‌ها | ۲۹ گل       | مجموع بازی‌ها                     | ۱۴ بازی |                             |        |

## عنوان بازیها
| #   | عنوان بازی              | تعداد بازی | برد ایران | برد اردن | مساوی |
| --- | ----------------------- | ---------- | --------- | -------- | ----- |
| ۱   | مقدماتی جام ملتهای آسیا | ۴          | ۲         | ۲        | -     |
| ۲   | فوتبال غرب آسیا         | ۴          | ۳         | ۱        | -     |
| ۳   | دوستانه                 | ۴          | ۱         | -        | ۳     |
| ۴   | مقدماتی جام جهانی       | ۲          | ۱         | ۱        | -     |
| جمع | جمع                     | ۱۴         | ۷         | ۴        | ۳     |

| عملکرد دو تیم در بازیهای رسمی | عملکرد دو تیم در بازیهای رسمی | عملکرد دو تیم در بازیهای رسمی | عملکرد دو تیم در بازیهای رسمی |
| ----------------------------- | ----------------------------- | ----------------------------- | ----------------------------- |
| بازی                          | برد ایران                     | برد اردن                      | مساوی                         |
| ۱۰ بازی                       | ۶ بازی                        | ۴ بازی                        | ۰ بازی                        |

## میزبان و میهمان
| بازیهایی که در ایران برگزار شده‌است       | بازیهایی که در ایران برگزار شده‌است | بازیهایی که در ایران برگزار شده‌است | بازیهایی که در ایران برگزار شده‌است |
| تیم                                      | برد                                | مساوی                              | باخت                               |
| ---------------------------------------- | ---------------------------------- | ---------------------------------- | ---------------------------------- |
| ایران                                    | ۳                                  | ۰                                  | ۱                                  |
| اردن                                     | ۱                                  | ۰                                  | ۳                                  |
| بازیهایی که در اردن برگزار شده‌است        |                                    |                                    |                                    |
| تیم                                      | برد                                | مساوی                              | باخت                               |
| ایران                                    | ۴                                  | ۲                                  | ۲                                  |
| اردن                                     | ۲                                  | ۲                                  | ۴                                  |
| بازیهایی که در کشوری بی‌طرف برگزار شده‌است |                                    |                                    |                                    |
| تیم                                      | برد                                | مساوی                              | باخت                               |
| ایران                                    | ۰                                  | ۱                                  | ۱                                  |
| اردن                                     | ۱                                  | ۱                                  | ۰                                  |

## فهرست کلی بازیها
| #  | تاریخ     | نتیجه بازی     | شهر / ورزشگاه                      | عنوان بازیها                             | گلزنان                                                         |
| -- | --------- | -------------- | ---------------------------------- | ---------------------------------------- | -------------------------------------------------------------- |
| ۱۴ | ۱۴۰۲/۷/۲۱ | اردن ۱–۳ ایران | امان، اردن، ورزشگاه بین‌المللی امان | مسابقات چهارجانبه اردن                   | آزمون (۶) _ طارمی (۲۷) ـ محمدی (۵ + ۹۰) ** النعیمات (۷۵)       |
| ۱۳ | ۱۳۹۱/۶/۱۵ | اردن ۰–۰ ایران | امان، اردن، ورزشگاه ملک عبداله     | بازی دوستانه                             | [ ۱ ]                                                          |
| ۱۲ | ۱۳۹۰/۱۲/۴ | ایران ۲–۲ اردن | دبی، امارات، ورزشگاه زعبیل         | بازی دوستانه                             | کریمی (۶۶) – قاضی (۹۲) حایل (۳۹) – عبداله (۵۴-پ)               |
| ۱۱ | ۱۳۸۸/۹/۱  | اردن ۱–۰ ایران | امان، اردن، ورزشگاه ملک عبداله     | مقدماتی جام ملت‌های آسیا ۲۰۱۱             | دیب محمد (۸۰)                                                  |
| ۱۰ | ۱۳۸۸/۸/۲۳ | ایران ۱–۰ اردن | تهران، ایران، آزادی                | مقدماتی جام ملت‌های آسیا ۲۰۱۱             | نکونام (۷۲)                                                    |
| ۹  | ۱۳۸۷/۵/۲۵ | ایران ۲–۱ اردن | تهران، ایران، آزادی                | فوتبال غرب آسیا ۲۰۰۸                     | عقیلی (۲۲) – رحمتی (۸۸) ** عامر (۸۱)                           |
| ۸  | ۱۳۸۶/۴/۱  | اردن ۰–۱ ایران | امان، اردن، بین‌المللی امان         | فوتبال غرب آسیا ۲۰۰۷                     | رجب‌زاده (۳۲)                                                   |
| ۷  | ۱۳۸۵/۷/۱۴ | اردن ۰–۰ ایران | امان، اردن، ورزشگاه ملک عبداله     | جام ال‌جی                                 | [ ۷ ]                                                          |
| ۶  | ۱۳۸۱/۶/۱۸ | اردن ۰–۲ ایران | امان، اردن، بین‌المللی امان         | مقدماتی جام جهانی فوتبال ۲۰۰۲ کره و ژاپن | واحدی نیکبخت (۷۹) – دایی (۱+۹۰)                                |
| ۵  | ۱۳۸۱/۳/۲۰ | ایران ۰–۱ اردن | تهران، ایران، آزادی                | مقدماتی جام جهانی فوتبال ۲۰۰۲ کره و ژاپن | هیتام (۸۲)                                                     |
| ۴  | ۱۳۸۲/۷/۴  | اردن ۳–۲ ایران | امان، اردن، الحسین استادیوم        | مقدماتی جام ملت‌های آسیا ۲۰۰۴ چین         | گل محمدی (۵) – مجیدی (۵۸) مووید (۳۹) – محمود (۴۵) – بدران (۷۹) |
| ۳  | ۱۳۸۲/۶/۱۴ | ایران ۴–۱ اردن | تهران، ایران، آزادی                | مقدماتی جام ملت‌های آسیا ۲۰۰۴ چین         | دایی (۴۵ و ۹۰) – واحدی نیکبخت (۷۵) – مبعلی (۸۲) سالم مووید     |
| ۲  | ۱۳۸۱/۶/۸  | ایران ۰–۱ اردن | دمشق، سوریه، عباسیون               | فوتبال غرب آسیا ۲۰۰۲                     | سالم مووید (۱۱)                                                |
| ۱  | ۱۳۷۹/۳/۱۰ | اردن ۰–۱ ایران | امان، اردن، ورزشگاه ملک عبداله     | فوتبال غرب آسیا ۲۰۰۰                     | علی کریمی (۱۴)                                                 |

## گلزنان
کلا ۱۴ بازیکن ایرانی با پیراهن تیم ملی ایران موفق به زدن گل به تیم ملی اردن شده‌اند که علی دایی با زدن ۳ گل بهترین گلزن ایران در تاریخ جدالهایش با تیم ملی اردن است
برای تیم ملی اردن نیز ۹ بازیکن مختلف ۱۱ گل این تیم در برابر تیم ملی اردن را زده‌اند که سالم مووید سه بار موفق به زدن گل به ایران شده‌است

### گلزنان تیم ملی ایران
- ۳ گل: علی دایی
- ۲ گل: علی کریمی – علیرضا واحدی نیکبخت
- ۱ گل:  فرهاد مجیدی - محمد قاضی – جواد نکونام – کیانوش رحمتی – هادی عقیلی – مهدی رجب‌زاده – – یحیی گل‌محمدی – ایمان مبعلی – سردار آزمون – مهدی طارمی – مهرداد محمدی

### گلزنان تیم ملی اردن
- ۳ گل: سالم مووید
- ۱ گل: احمد حایل – خاد عبداله – عامر دیب محمد – شعیب عامر – الشبول هیتام – شلباهی محمود – الشقرون بدران ـ یزن النعیمات